# Perácio
José Perácio Berjun (Nova Lima, Brasil, 2 de noviembre de 1917-Río de Janeiro, Brasil, 10 de marzo de 1977), más conocido como José Perácio o simplemente Perácio, fue un futbolista brasileño que jugaba como delantero.

## Biografía
Fue considerado una figura popular. Era semianalfabeto, apenas podía firmar su propio nombre. En el barco que llevó a la delegación de Brasil para la Copa Mundial de 1938, Perácio llevaba gafas porque quería «ver el ecuador de cerca». Otro episodio notable de Perácio fue cuando suministraba su vehículo Packard en una estación de servicio, encendió un cigarrillo y tiró el fósforo al suelo, hecho que ocasionó la desesperación de su compañero Martim Silveira. Perácio le dijo a Martim: «Lo siento, lo siento, no sabía que eras supersticioso». También se hizo famoso por otro caso: por lo general, acostumbraba a estacionar su Packard cerca del estadio con el volumen de la radio al máximo, debido a que le gustaba escuchar a los locutores de la radio decir «¡Gooool! ¡Goooool de Perácio!».
Durante la Segunda Guerra Mundial, sirvió en la Fuerza Expedicionaria Brasileña, y en 1944 fue a luchar del lado del Quinto Ejército Británico en la campaña de Italia.

## Selección nacional
Fue internacional con la selección de fútbol de Brasil en 6 ocasiones y convirtió 4 goles. Formó parte de la selección que obtuvo el tercer lugar en la Copa del Mundo de 1938.

### Participaciones en Copas del Mundo
| Mundial                        | Sede    | Resultado    | Partidos | Goles |
| ------------------------------ | ------- | ------------ | -------- | ----- |
| Copa Mundial de Fútbol de 1938 | Francia | Tercer lugar | 4        | 3     |

## Clubes
| Club         | País   | Año       |
| ------------ | ------ | --------- |
| Villa Nova   | Brasil | 1932-1936 |
| Botafogo     | Brasil | 1937-1940 |
| Flamengo     | Brasil | 1941-1949 |
| Canto do Rio | Brasil | 1950-1951 |

## Palmarés

### Campeonatos regionales
| Título                    | Club       | País   | Año  |
| ------------------------- | ---------- | ------ | ---- |
| Campeonato Mineiro (AMEG) | Villa Nova | Brasil | 1932 |
| Campeonato Mineiro        | Villa Nova | Brasil | 1933 |
| Campeonato Mineiro        | Villa Nova | Brasil | 1934 |
| Campeonato Mineiro        | Villa Nova | Brasil | 1935 |
| Campeonato Carioca        | Flamengo   | Brasil | 1942 |
| Campeonato Carioca        | Flamengo   | Brasil | 1943 |
| Campeonato Carioca        | Flamengo   | Brasil | 1944 |